# Ernest Laurain
Pour les articles homonymes, voir Laurain.
Ernest Laurain, né le 15 septembre 1867 à Clermont (Oise) et mort le 3 juin 1948 à Laval, est un archiviste et historien français.

## Biographie
Fils de Toussaint Armand Laurain, jardinier, et de Marie Augustine Marcelline Noury, il naquit au domicile parental, rue de Fay n° 5, à Clermont.
Archiviste paléographe, il a été directeur des Archives départementales de la Mayenne. L'abbé Angot à la fin du XIXe siècle fit des recherches sur le chartrier de Goué qu'il qualifia de faux. Au début du XXe siècle, la polémique remonta à la surface lorsque Alain de Goué exhuma Les Croisés de Mayenne en 1158. Ce fut Ernest Laurain qui par une étude complète en 1912, enterra définitivement cette histoire.
Marié le 23 décembre 1902 à Boulogne-sur-Seine avec Madeleine Clotilde Louise Fournier, il est le père de Madeleine Laurain-Portemer (1917-1996), historienne, spécialiste de Mazarin et de son époque.

## Publications

### Études diverses
- Essai sur les présidiaux, Paris : L. Larose, 1896, 1 vol. (257 p.)d ; in-8 ; Extrait de la "Nouvelle revue historique de droit français et étranger", mai-juin, juillet-août, novembre-décembre 1895, janvier-février, mars-avril 1896 ;
- Trois naissances illustres : saint Louis, Charles IV, Fernel, Paris : A. Picard et fils, 1900, In-8°, 32 p., portr. de Fernel ;
- Deux représentations de la messe de saint Grégoire, Paris, Impr. nationale, 1915. In-8, 7 p. ;  Extrait du ″Bulletin philologique et historique″, 1914 ;
- Un traducteur de la Renaissance : Jean Filleau, [S.l.] : [s.n.], 1935, Impr. nationale, 16 p. ; 25 cm, Extr. du «Bulletin philologique et historique», 1932-1933 ;
- De quelques mesures prises autrefois contre les mauvais débiteurs (à propos d'un vers de Boileau : faillis et bonnets verts), (Paris, Impr. nationale.), 1938. (8 octobre.) In-8, 7 p., Extrait du ″Bulletin des sciences économiques et sociales du Comité des travaux historiques et scientifiques″, année 1937 ;

### Oise
- Renaud de Béronne, bailli de Senlis, Paris ; Nogent-le-Rotrou : impr. de Daupeley-Gouverneur, 1906, In-8°, 11 p. Extrait de la "Bibliothèque de l'École des chartes", année 1906, T. LXVII ;
- La Pierre tombale de l'église de Maignelay (Oise). Abbeville : F. Paillart, 1908, In-8 ̊, 12 p., planche ; Extrait du ″Bulletin de la Société archéologique et historique de Clermont″, année 1907 ;
- Pierres tombales de Saint-Gervais de Pont-Point (XIVe siècle), Paris : Impr. nationale, 1911, In-8 ̊, 8 p., pl., Extrait du ″Bulletin archéologique″. 1910 ;
- Les Pierres tombales des Le Bel à Brenouille (Oise), Paris : Impr. nationale, 1912, In-8°, 12 p., pl., Extrait du "Bulletin archéologique", 1911 ;
- La Pierre tombale de Jean et de Gabrielle d'Hédouville dans l'église de Cambronne-lès-Clermont (Oise), (Paris, ) Impr. nationale, 1940. Gr. in-8, 10 p. Extrait du ″Bulletin archéologique″, 1934-1935 ;
- Epigraphie de Notre-Dame de Noyon..., Noyon, Société archéologique ; (Laval, impr. de Goupil), 1941. In-4 ̊ (280 x 227), 276 p., fig., fac-sim., couv. ill. ;

### Mayenne
- Les Observations de Me Launay, curé de Ruillé-le-Gravelais (1771-1790), Laval : impr. de E. Lelièvre, 1900, In-8°, 78 p. ;
- Anciens quartiers de Laval : le Bourg Chevrel, Laval : impr. Goupil, 1905, 3 p. ;
- Le Chemin de Laval à Craon, historique de sa construction, Laval : impr. de L. Barnéoud, 1905, In-8°, 16 p. ;
- Catalogue de la Bibliothèque municipale / Ville de Mayenne, Mayenne : Imprimerie-librairie Victor Bridoux, 1908, 1 vol. (VI-338 p.) ; in-8 ;
- Cartulaire de Montguyon, Laval, 1908, In-8°, Extrait du "Bulletin de la Commission historique et archéologique de la Mayenne", 2e série, T. XXIV ;
- Chartes de Fontaine-Daniel. Supplément au cartulaire de cette abbaye, Laval : Vve A. Goupil, 1908, In-8°, 62 p., fig., Extrait du "Bulletin de la Commission historique et archéologique de la Mayenne", 2e série, T. XXIII ;
- Du Style chronologique en usage dans le Bas-Maine au commencement du XIIIe siècle, Paris : Impr. nationale, 1909, In-8°, 15 p., Extrait du "Bulletin historique et philologique", 1908 ;
- Julien-Toussaint-Marie Trévédy (1830-1908)..., Laval : Vve A. Goupil, 1909, In-8°, 26 p., Extrait du "Bulletin de la Commission historique et archéologique de la Mayenne", T. XXV ;
- Un acte faux de Marmoutier, Paris : Impr. nationale, 1912, In-8°, 8 p. ; Extrait du "Bulletin historique et philologique", 1911 ;
- Cartulaire manceau de Marmoutier..., Laval : Impr. de Vve A. Goupil, 1 fasc. et 2 vol. gr. in-8 ̊ (250 x 165), fig., couv. ill., Introduction. - 1945 ; T. 1er. - 1911 ; T. 2d. - 1945 ;
- Les Croisés de Mayenne et le chartrier de Goué, faux et faussaires, Laval : Vve A. Goupil, 1912, In-8°, 215 p., fac-sim. ;
- Inventaire des titres de la Beschère, Laval : Vve A. Goupil, 1913, In-8°, 146 p. ; Extrait du "Bulletin de la Commission historique et archéologique de la Mayenne", 1912 et 1913 ;
- Un dernier mot sur la Croisade mayennaise de 1158 et le Chartrier de Goué, lettre ouverte à M. le Vte Le Bouteiller, par E. Laurain, ..., Laval : Vve A. Goupil, 1914, In-8°, 52 p. ;
- Notice biographique sur l'abbé A. Angot, Laval : Vve A. Goupil, 1919, In-8°, 157 p., portrait, fig. ; Extrait du "Bulletin de la Commission historique et archéologique de la Mayenne" ;
- Querelles et procès chez nos aïeux du Bas-Maine, Laval, Goupil, 1921. Gr. in-8, 111 p., Extrait du ″Bulletin de la Commission historique et archéologique de la Mayenne″ ;
- Chouans et contre-chouans. Denis Brice, dit Tranche-Montagne, Daniel Oehlert, dit le Grand-Pierrot[2], Laval, Goupil, an CXXXVI de la République, (1928). In-8, 212 p., fig., pl., portr. en noir et en coul., fac-sim., cartes, prix Marcelin Guérin de l'Académie française en 1929 ;
- Notes pour servir à l'histoire de l'exploitation du minerai de fer dans le Bas-Maine au XVIIe et au XVIIIe siècle..., Laval, Goupil, 1928. Gr. in-8 ̊, 39 p., Extrait du Bulletin de Mayenne-Sciences, 1926-1927 ;
- Les Ruines gallo-romaines de Jublains..., Laval, Goupil, 1928. Gr. in-8, 70 p., fig., pl., plans, cartes. ;
- Archives départementales de la Mayenne. Série H supplément. Inventaire sommaire des archives hospitalières de Château-Gontier, rédigé par Ernest Laurain, ... et René Gauchet, ... Avec une table onomastique dressée par Marcel Weber, ..., Laval : Goupil, 1938, In-fol. (330 x 255), IV-131 p. ;
- Les Débuts de la milice provinciale dans le Bas-Maine, Laval, Goupil, 1938. Gr. in-8, 106 p., figure, planche. ;
- Ouvriers d'art lavallois. Avant-propos par René Gauchet. Laval, Goupil (impr. de Goupil), 1941. Gr. in-8 ̊ (26 cm), II-337 p., fig., pl., portrait, couv. ill. Extraits du ″Bulletin de la Commission historique et archéologique de la Mayenne″. 2e série. T. 54-59. Nos 199-219, 2e trimestre 1939-3e trimestre 1944. - La préface est datée : ″3 juillet 1957″. - Impression commencée en 1941, achevée en 1957. - Tiré à 50 ex.